# Maxmilian Martischnig
Maxmilian Martischnig  (7. července 1912 – 29. prosince 1984) byl v roce 1939 předsedou samosprávy Hlávkovy koleje a jedním z představitelů českých studentů vystupujících proti nacistickým okupantům.
Maxmilian Martischnig byl studentem medicíny na Univerzitě Karlově a bydlel na Hlávkově koleji. V roce 1938 byl, údajně rozdílem jednoho hlasu, zvolen jako kandidát českých nacionalistických studentů předsedou studentské kolejní samosprávy (místopředsedou se stal Jan Opletal). Martinschig se aktivně účastnil demonstrací 28. října 1939, po nich často navštěvoval zraněného Jana Opletala na Jiráskově klinice. Byl jedním z hlavních organizátorů pražského demonstrativního pohřbu Jana Opletala, který se konal 15. listopadu 1939, a spolu s jeho rodinou se podílel i na organizaci Opletalova pohřbu v jeho rodišti.
Po pohřbu v Nákle odcestoval spolu s dalšími členy studentské delegace do Olomouce, kde díky zpoždění vlaku přespával. Následujícího dne přicestoval do Prahy, kde se dozvěděl o noční akci proti českým studentům a začal se skrývat. Gestapo po něm skutečně intenzivně pátralo a je vysoce pravděpodobné, že patřil mezi ty, kteří měli být 17. listopadu 1939 popraveni.
1. ledna 1940 opustil území Protektorátu a dostal se přes Slovensko a Maďarsko do Jugoslávie. Z Jugoslávie posléze přes Turecko a Sýrii zamířil do Francie. V den svých narozenin, 7. července 1940, přeplul do Velké Británie, kde v Newcastlu úspěšně dokončil svá studia medicíny. Titul mu udělila univerzita v Oxfordu.
Ihned po dokončení studia se Martischnig jako lékař v speciálních jednotkách se účastnil bojů v Indii a Barmě. Válka pro něj skončila v roce 1946 v Singapuru. Zbytek svého života prožil v Anglii, kde také roku 1984 zemřel.